# Palpares germaini
Palpares germaini is een insect uit de familie van de mierenleeuwen (Myrmeleontidae), die tot de orde netvleugeligen (Neuroptera) behoort. 
Palpares germaini is voor het eerst wetenschappelijk beschreven door Navás in 1921.